# Lista speciilor Formica
Aceasta este o listă a speciilor existente și dispărute (†) din genul Formica, care include furnici de lemn, furnici de mușuroi și furnici de câmp.

## Specii valabileFormica
- Formica accreta Francoeur, 1973
- Formica adamsi Wheeler, 1909
- Formica adelungi Forel, 1904

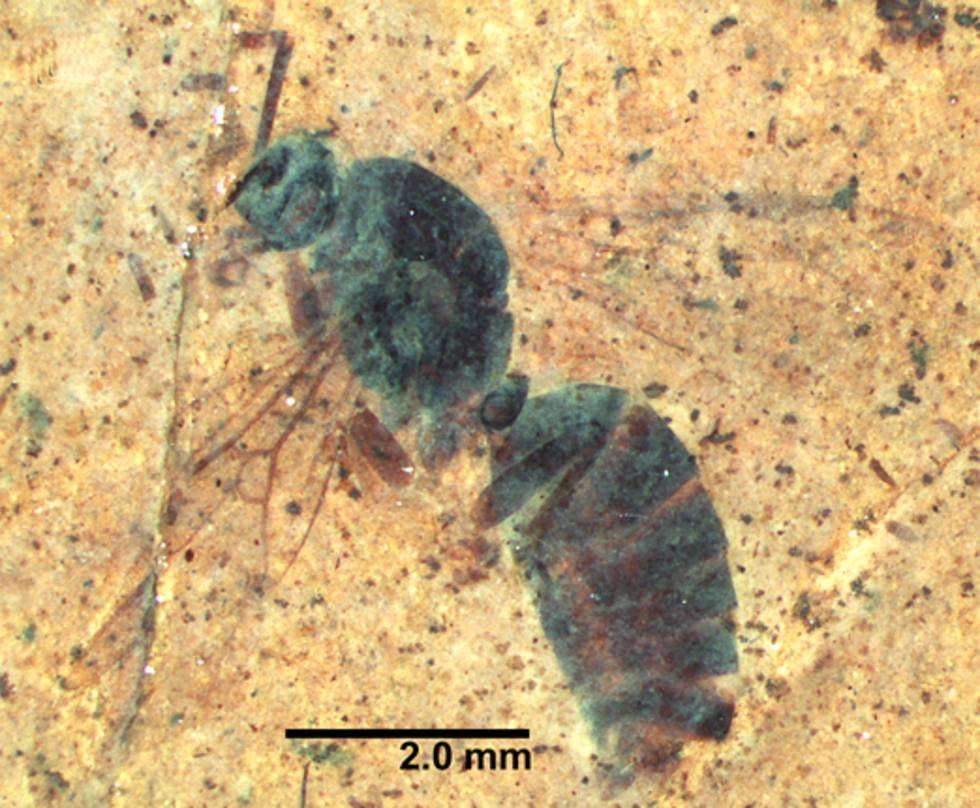
†Formica annosa holotip de sex masculin

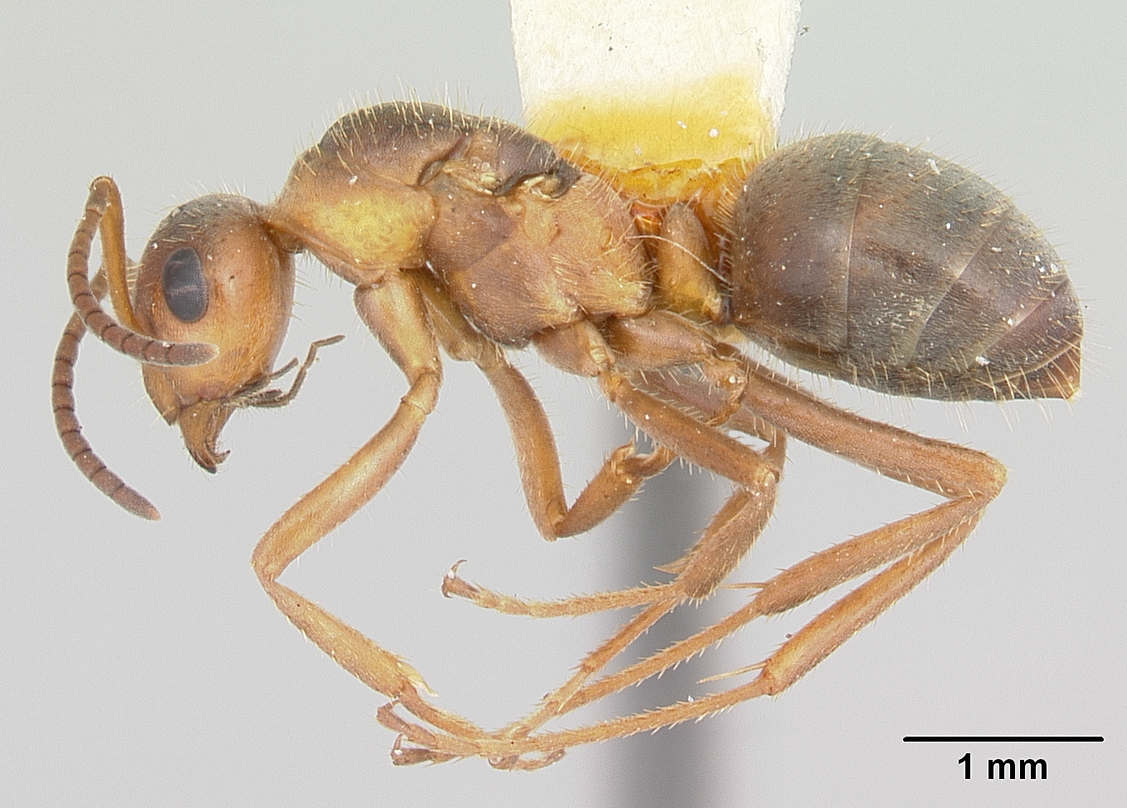
Lucrător Formica dirksi

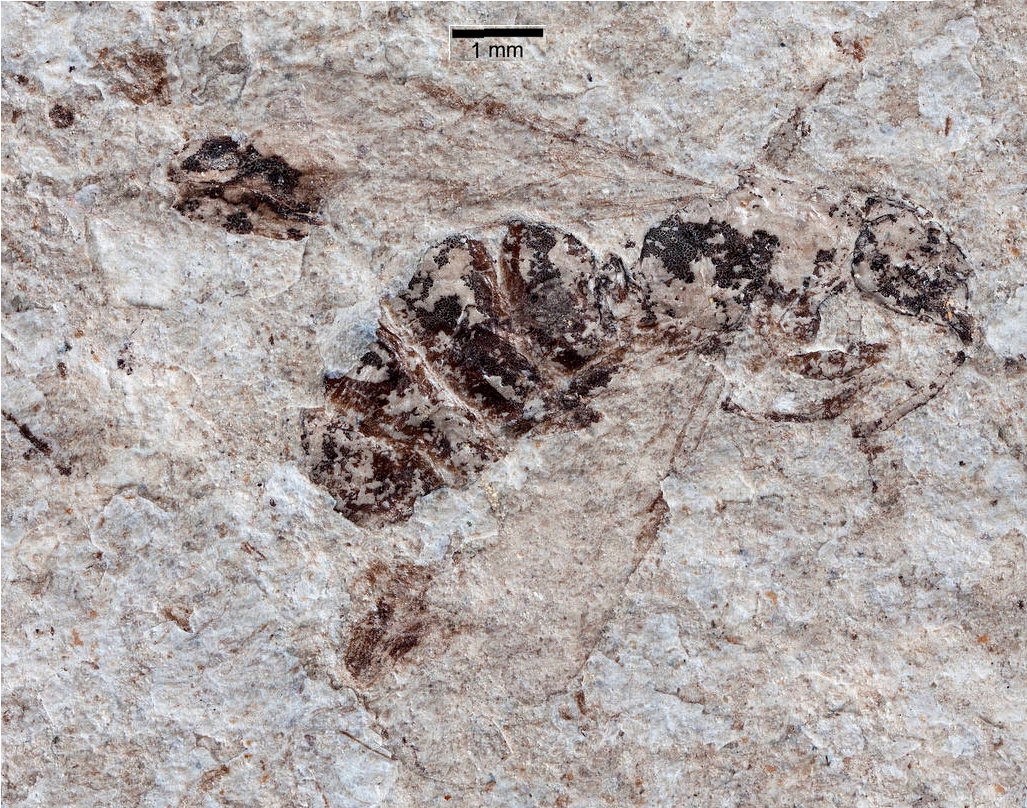
†Formica cockerelli paratip masculin

- Formica aegyptiaca Fabricius, 1775
- Formica aerata Francoeur, 1973
- †Formica alsatica Theobald, 1937
- Formica altayensis Xia & Zheng, 1997
- Formica altipetens Wheeler, 1913
- Formica anatolica Seifert & Schultz, 2009
- †Formica annosa LaPolla & Greenwalt, 2015
- Formica approximans Wheeler, 1933
- Formica aquilonia Yarrow, 1955
- †Formica arcana Scudder, 1877
- Formica archboldi Smith, 1944
- Formica argentea Wheeler, 1912
- Formica aserva Forel, 1901
- Formica aseta Chang & He, 2002
- Formica aterrima Cresson, 1865
- †Formica auxillacensis Piton, 1935
- †Formica bauckhorni Meunier, 1915
- Formica beijingensis Wu, 1990
- †Formica biamoensis Dlussky et al., 2015
- Formica biophilica Trager et al., 2007
- Formica bradleyi Wheeler, 1913
- Formica breviscapa Chang & He, 2002
- Formica browni Francoeur, 1973
- Formica bruni Kutter, 1967
- †Formica buphthalma Novak, 1878
- Formica californica (Creighton, 1950)
- Formica calviceps Cole, 1954
- Formica canadensis Santschi, 1914
- Formica candida Smith, 1878
- †Formica cantalica Piton, 1935
- †Formica ceps Zhang, 1989
- Formica ciliata Mayr, 1886
- Formica cinerea Mayr, 1853
- Formica cinereofusca Karavaiev, 1929
- Formica clara Forel, 1886
- Formica clarissima Emery, 1925
- †Formica cockerelli Carpenter, 1930
- Formica coloradensis Creighton, 1940
- Formica comata Wheeler, 1909
- Formica corsica Seifert, 2002
- Formica creightoni Buren, 1968
- Formica criniventris Wheeler, 1912
- Formica cunicularia Latreille, 1798
- Formica curiosa Creighton, 1935
- Formica dachaidanensis Chang & He, 2002
- Formica dakotensis Emery, 1893
- Formica decipiens Bondroit, 1918
- Formica delinghaensis Chang & He, 2002
- †Formica demersa Heer, 1850
- Formica densiventris Viereck, 1903
- Formica difficilis Emery, 1893
- Formica dirksi Wing, 1949
- Formica dolosa Buren, 1944
- Formica dusmeti Emery, 1909
- Formica elongata Fabricius, 1787
- Formica emeryi Wheeler, 1913
- †Formica eoptera Cockerell, 1923
- Formica exsecta Nylander, 1846
- Formica exsectoides Forel, 1886
- Formica fennica Seifert, 2000
- Formica ferocula Wheeler, 1913
- †Formica flavifemoralis Zhang et al., 1994
- †Formica flori Mayr, 1868
- Formica foreliana Wheeler, 1913
- Formica forsslundi Lohmander, 1949
- Formica fossaceps Buren, 1942
- Formica francoeuri Bolton, 1995
- Formica frontalis Santschi, 1919
- Formica fukaii Wheeler, 1914
- Formica fusca Linnaeus, 1758
- Formica fuscocinerea Forel, 1874
- Formica gagates Latreille, 1798
- Formica gagatoides Ruzsky, 1904
- Formica georgica Seifert, 2002
- Formica gerardi Bondroit, 1917
- †Formica gibbosa Presl, 1822
- Formica glabridorsis Santschi, 1925
- Formica glacialis Wheeler, 1908
- †Formica globiventris Heer, 1850
- Formica gnava Buckley, 1866
- †Formica grandis Carpenter, 1930
- Formica gravelyi Mukerjee, 1930
- †Formica gravida Heer, 1850
- †Formica gustawi Dlussky, 2002
- Formica gynocrates Snelling & Buren, 1985
- Formica hayashi Terayama & Hashimoto, 1996
- †Formica heteroptera Cockerell, 1920
- Formica hewitti Wheeler, 1917
- †Formica horrida Wheeler, 1915
- †Formica immersa Heer, 1850
- Formica impexa Wheeler, 1905
- Formica incerta Buren, 1944
- Formica indianensis Cole, 1940
- Formica insultans Forskal, 1775
- Formica integra Nylander, 1856
- Formica integroides Wheeler, 1913
- Formica japonica Motschoulsky, 1866
- Formica kashmirica Stärcke, 1935
- Formica knighti Buren, 1944
- Formica kozlovi Dlussky, 1965
- Formica kupyanskayae Bolton, 1995
- †Formica kutscheri Dlussky, 2008
- Formica laeviceps Creighton, 1940
- Formica lasioides Emery, 1893
- †Formica latinodosa Theobald, 1937
- †Formica lavateri Heer, 1850
- Formica lemani Bondroit, 1917
- Formica lepida Wheeler, 1913
- Formica limata Wheeler, 1913
- †Formica linquensis Zhang, 1989
- Formica liogaster Chang & He, 2002
- Formica liopthalma Chang & He, 2002
- Formica litoralis Kuznetsov-Ugamsky, 1926
- †Formica longicollis Heer, 1850
- Formica longipilosa Francoeur, 1973
- †Formica lucida Giebel, 1856
- Formica lugubris Zetterstedt, 1838
- †Formica luteola Presl, 1822
- †Formica macrognatha Presl, 1822
- †Formica macrophthalma Heer, 1850
- †Formica maculipennis Theobald, 1935
- Formica manchu Wheeler, 1929
- Formica manni Wheeler, 1913
- †Formica martynovi Popov, 1933
- Formica mesasiatica Dlussky, 1964
- Formica microgyna Wheeler, 1903
- Formica microphthalma Francoeur, 1973
- Formica minocca Chang & He, 2002
- Formica moki Wheeler, 1906
- Formica montana Wheeler, 1910
- Formica morsei Wheeler, 1906
- Formica mucescens Wheeler, 1913
- Formica mutinensis (Canestrini, 1873)
- Formica neoclara Emery, 1893
- Formica neogagates Viereck, 1903
- Formica neorufibarbis Emery, 1893
- Formica nepticula Wheeler, 1905
- Formica nevadensis Wheeler, 1904
- Formica nigra Presl, 1822
- Formica nigropratensis Betrem, 1962
- †Formica obscura Heer, 1849
- Formica obscuripes Forel, 1886
- Formica obscuriventris Mayr, 1870
- Formica obsidiana Emery, 1923
- Formica obtecta Heer, 1850
- Formica obtusopilosa Emery, 1893
- Formica occulta Francoeur, 1973
- Formica opaciventris Emery, 1893
- Formica orangea Seifert & Schultz, 2009
- †Formica orbata Heer, 1850
- Formica oreas Wheeler, 1903
- Formica oregonensis Cole, 1938
- †Formica ovala Zhang, 1989
- Formica pachucana Francoeur, 1973
- Formica pacifica Francoeur, 1973
- †Formica palaeopolonica Dlussky, 2008
- †Formica paleosibirica Dlussky et al., 2015
- Formica pallidefulva Latreille, 1802
- Formica pamirica Dlussky, 1965
- Formica paralugubris Seifert, 1996
- †Formica parexsecta Dlussky & Putyatina, 2014
- †Formica parvula Presl, 1822
- Formica pergandei Emery, 1893
- Formica perpilosa Wheeler, 1913
- Formica persica Seifert & Schultz, 2009
- †Formica phaethusa Wheeler, 1915
- Formica picea Nylander, 1846
- Formica pisarskii Dlussky, 1964
- †Formica pitoni Theobald, 1935
- Formica planipilis Creighton, 1940
- Formica podzolica Francoeur, 1973
- Formica polyctena Foerster, 1850
- Formica postoculata Kennedy & Dennis, 1937
- Formica pratensis Retzius, 1783
- Formica pressilabris Nylander, 1846
- †Formica primitiva Heer, 1850
- †Formica primordialis Heer, 1850
- †Formica procera Heer, 1850
- Formica prociliata Kennedy & Dennis, 1937
- Formica propatula Francoeur, 1973
- Formica propinqua Creighton, 1940
- Formica puberula Emery, 1893
- †Formica pulchella Heer, 1850
- Formica pulla Francoeur, 1973
- Formica pyrenaea Bondroit, 1918
- †Formica quadrata Holl, 1829
- Formica querquetulana Kennedy & Davis, 1937
- †Formica radchenkoi Dlussky, 2008
- Formica ravida Creighton, 1940
- Formica reflexa Buren, 1942
- Formica retecta Francoeur, 1973
- †Formica robusta Carpenter, 1930
- Formica rubicunda Emery, 1893
- Formica rufa Linnaeus, 1761 (Type species)
- Formica rufibarbis Fabricius, 1793
- Formica ruficornis Gmelin, 1790
- Formica rufolucida Collingwood, 1962
- Formica sanguinea Latreille, 1798
- Formica scitula Wheeler, 1913
- Formica selysi Bondroit, 1918
- Formica sentschuensis Ruzsky, 1915
- †Formica sepulta Theobald, 1937
- †Formica serresi Theobald, 1937
- †Formica seuberti Heer, 1850
- Formica sibylla Wheeler, 1913
- Formica sinensis Wheeler, 1913
- Formica spatulata Buren, 1944
- †Formica strangulata Wheeler, 1915
- Formica strenua Haliday, 1836
- Formica subaenescens Emery, 1893
- Formica subcyanea Wheeler, 1913
- Formica subelongata Francoeur, 1973
- Formica subintegra Wheeler, 1908
- Formica subnitens Creighton, 1940
- Formica subpilosa Ruzsky, 1902
- Formica subpolita Mayr, 1886
- Formica subsericea Say, 1836
- Formica suecica Adlerz, 1902
- †Formica surinamensis Berendt, 1830
- Formica talbotae Wilson, 1977
- Formica tarimica Seifert & Schultz, 2009
- Formica tianshanica Seifert & Schultz, 2009
- Formica transmontanis Francoeur, 1973
- Formica triangularis Say, 1836
- †Formica trigona Presl, 1822
- †Formica tripartita Theobald, 1937
- Formica truncorum Fabricius, 1804
- Formica ulkei Emery, 1893
- †Formica ungeri Heer, 1850
- Formica uralensis Ruzsky, 1895
- Formica villiscapa Chang & He, 2002
- Formica vinculans Wheeler, 1913
- Formica wheeleri Creighton, 1935
- Formica wongi Wu, 1990
- Formica xerophila Smith, 1939
- Formica yessensis Wheeler, 1913
- Formica yoshiokae Wheeler, 1933
- †Formica zherikhini Dlussky, 2008

## Sinonime

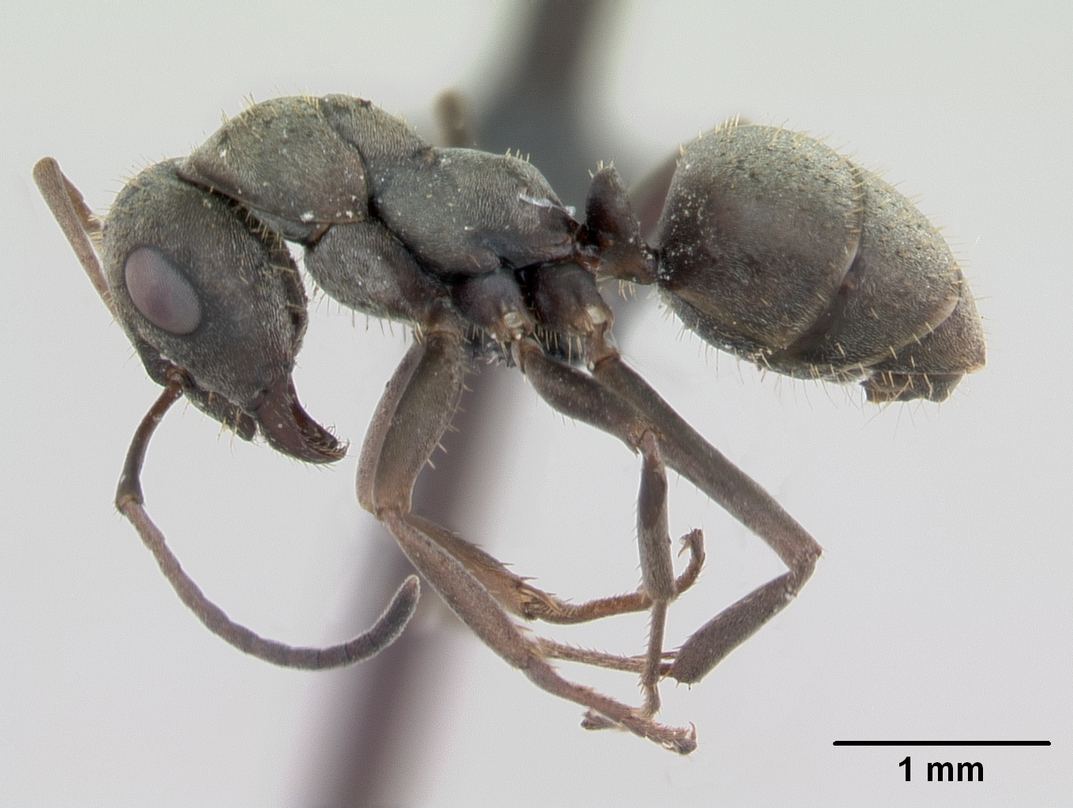
Formica cinerea lucrător, Sr sinonim cu un număr de specii propuse

O serie de specii descrise au fost sinonime cu alte specii ca sinonime jr 
- Formica cinerea - Senior synonym of Formica balcanica Petrov & Collingwood, 1993, Formica imitans Ruzsky, 1902, Formica lefrancoisi Bondroit, 1918, și Formica subrufoides Forel, 1913
- †Formica flori - Senior synonym to †Formica antiqua Dlussky, 1967, †Formica baltica Dlussky, 1967, †Formica egecomerta Özdikmen, 2010, și †Formica parvula Dlussky, 2002
- Formica foreli  - Senior synonym to Formica goesswaldi Kutter, 1967, Formica naefi Kutter, 1957, și Formica tamarae Dlussky, 1964
- Formica forsslundi - Senior synonym to Formica brunneonitida Dlussky, 1964, Formica fossilabris Dlussky, 1965, and Formica nemoralis Dlussky, 1964
- †Lasius globularis - Senior synonym to †Formica capito Heer, 1867
- Formica manchu - Senior synonym to Formica dlusskyi Bolton, 1995
- Formica pallidefulva - Senior synonym to Formica nitidiventris Emery, 1893, Formica schaufussi Mayr, 1866, și Formica succinea Wheeler, 1904
- †Formica phaethusa - Senior synonym to †Formica clymene Wheeler, 1915
- Formica ravida  - Senior synonym to Formica haemorrhoidalis Creighton, 1940 și Formica rufa tahoensis Creighton, 1940
- †Formica ungeri - Senior synonym to †Formica acuminata Heer, 1849, †Formica aemula Heer, 1867, †Formica kollari Heer, 1867, and †Formica oblita Heer, 1867
- Formica pressilabris - Senior synonym to Formica rufomaculata Ruzsky, 1895 & Formica tamarae Dlussky, 1964
- Formica selysi - Senior sinoni pentru Formica torrentium Bernard, 1967

## Mutate

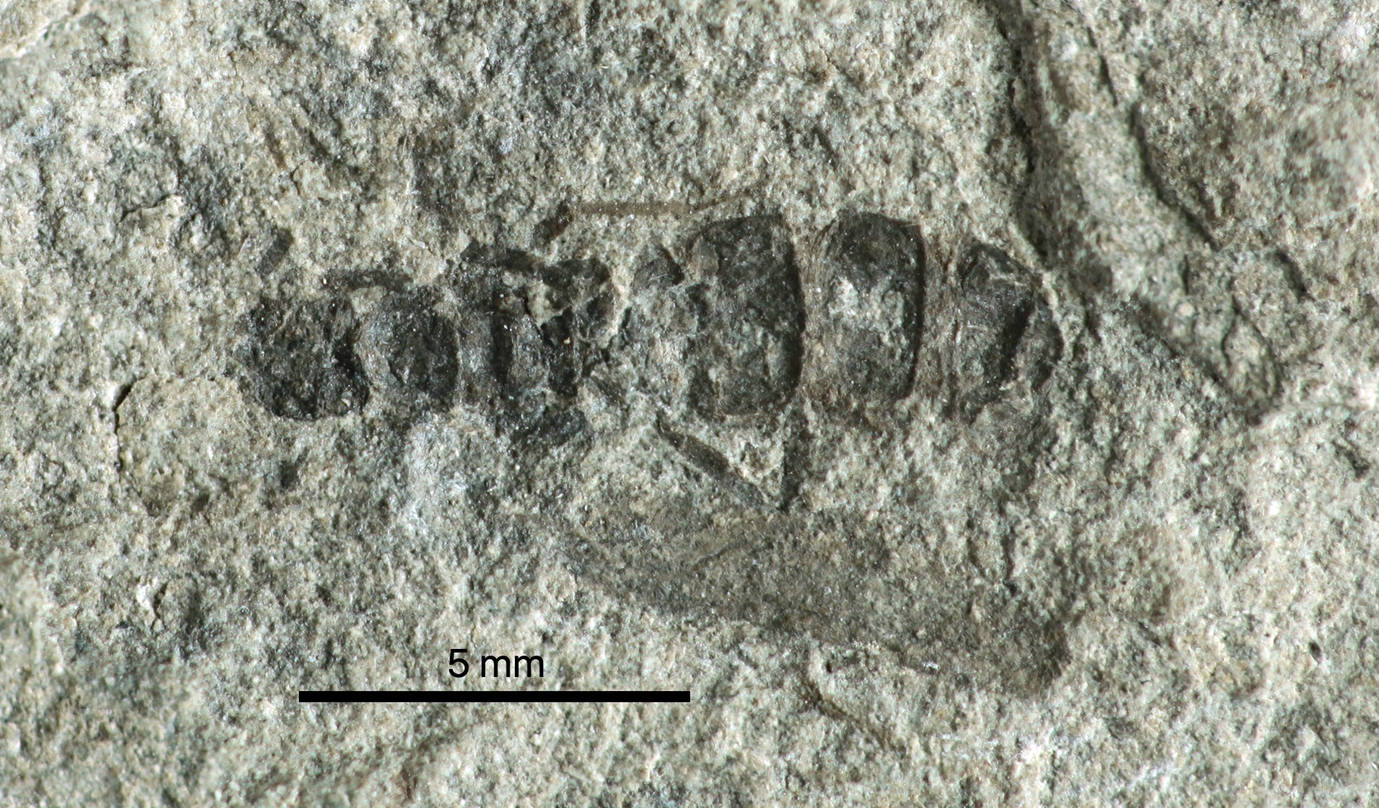
†Casaleia longiventris regina lectotipului; Descris inițial ca †Formica longiventris

Unele specii au fost descrise inițial ca specii de Formica, dar mai târziu s-au mutat în genuri diferite
- †Formica atavina Heer, 1849 - combinație curentă †Ponerites atavinus
- †Formica gracilis Heer, 1867 - combinație curentă †Ponerites gracilior
- †Formica longiventris Heer, 1850 - combinație curentă †Casaleia longiventris
- †Formica macrocephala Heer, 1850 - combinație curentă †Lasius ophthalmicus
- †Formica ocella Heer, 1850 - combinație curentă †Emplastus ocellus
- †Formica ophthalmica Heer, 1850 - combinație curentă †Lasius ophthalmicus
- †Formica pumila Heer, 1850 - combinație curentă †Lasius occultatus
- Formica subrufa Roger, 1859 - combinație curentă Iberoformica subrufa

## Neidentificabile
O serie de specii descrise în gen au fost ulterior determinate ca neidentificabile genului
- Formica abdominalis Latreille, 1802
- Formica amyoti Le Guillou, 1842
- Formica aequalis Walker, 1871
- Formica affinis Leach, 1825
- Formica albipennis Fabricius, 1793
- Formica arenicola Buckley, 1866
- Formica atra Schilling, 1839
- Formica bicolor Leach, 1825
- Formica chufejif Forskal, 1775
- Formica conica Fabricius, 1798
- Formica connecticutensis Buckley, 1866
- Formica didyma Fabricius, 1782
- Formica dislocata Say, 1836
- Formica elevata Fabricius, 1782
- Formica fatale Christ, 1791
- Formica foetens Olivier, 1792
- †Formica fragilis Heer, 1867
- Formica fuscescens Gmelin, 1790
- Formica fuscicauda Motschoulsky, 1863
- Formica glabra Gmelin, 1790
- Formica hirta Gravenhorst, 1807
- Formica incisa Smith, 1858
- Formica inequalis Lowne, 1865
- Formica lincecumii Buckley, 1866
- Formica lutea Dumeril, 1860
- Formica maculata Geoffroy, 1785
- Formica malabarica Schrank, 1837
- Formica maligna Forskal, 1775
- Formica maxillosa Fabricius, 1775
- Formica melanophthalma Reich, 1793
- Formica melanopis Gmelin, 1790
- Formica minuta Lowne, 1865
- Formica molestans Latreille, 1802
- Formica nana Latreille, 1802
- Formica nitida Razoumowsky, 1789
- Formica nortonii Buckley, 1866
- Formica novaeanglae Buckley, 1866
- Formica obsoleta Linnaeus, 1758
- †Formica obvoluta Heer, 1850
- Formica occidentalis Buckley, 1866
- †Formica oculata Heer, 1850
- Formica omnivora Linnaeus, 1758
- Formica ovata Reich, 1793
- Formica pallidelutea Latreille, 1802
- Formica pallipes Latreille, 1787
- Formica phyllophila Jerdon, 1851
- Formica picipes Reich, 1793
- Formica politurata Buckley, 1866
- Formica quadrinotata Losana, 1834
- Formica rediana Leach, 1825
- Formica rostrata Fabricius, 1787
- Formica rubescens Leach, 1825
- Formica ruficeps Motschoulsky, 1863
- Formica rupestris Leach, 1825
- Formica saccharivora Linnaeus, 1758
- Formica saxicola Buckley, 1866
- Formica schardj Forskal, 1775
- Formica siamicarubra Christ, 1791
- Formica subpicea Motschoulsky, 1863
- Formica subspinosa Buckley, 1866
- Formica tenuissima Buckley, 1866
- Formica testacea Gmelin, 1790
- Formica testaceipes Leach, 1825
- Formica thoracica Olivier, 1792
- Formica tomentosa Reich, 1793
- Formica vagans Fabricius, 1793
- Formica venosa Gmelin, 1790
- Formica virginiana Buckley, 1866

## Diverse
- Formica fuliginothorax Blacker, 1992 este considerat un nume indisponibil, din cauza descrierii tipului care nu desemnează specimene de tip.